# Аревало Риос, Эхидио
Эхи́дио Рау́ль Аре́вало Ри́ос (исп. Egidio Raúl Arévalo Ríos; 1 января 1982, Пайсанду), также известен как Аре́вало Ри́ос — уругвайский футболист, игравший на позиции опорного полузащитника. Выступал за сборную Уругвая.

## Биография
Эхидио Аревало начал карьеру в родном городе Пайсанду, в клубе «Пайсанду Белья Виста», в 1999 году. В 2002 перешёл уже в столичную «Белья Висту», а спустя 4 года оказался в легендарном «Пеньяроле».
В 2006 году Оскар Табарес впервые вызвал Аревало Риоса в сборную Уругвая. Игрок дебютировал за сборную, выйдя на замену во втором тайме игры против Венесуэлы. В 2007 году Эхидио провёл ещё два матча за «Селесте», но на Кубок Америки его не взяли и впоследствии он не вызывался в национальную команду в течение трёх лет.
В 2007—2009 гг. выступал за два мексиканских клуба — «Монтеррей» и «Сан-Луис», а затем возвратился в уругвайский «Данубио» в 2008 году.

### Возвращение в «Пеньяроль»

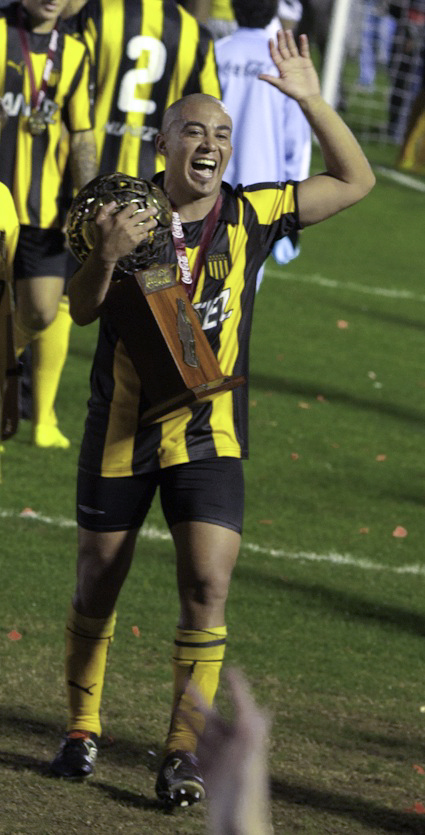
Аревало Риос в форме «Пеньяроля» в 2010 году

В начале 2010 года Кача вернулся в «Пеньяроль». Его команда чрезвычайно мощно стартовала в Клаусуре 2009/10, выиграв первые 12 матчей турнира. Успехи в составе клуба были отмечены тренерским штабом сборной Уругвая и после того как несколько игроков незадолго до товарищеского матча против Швейцарии получили травмы, Оскар Табарес вызвал Аревало в расположение национальной сборной. Возвращение игрока на поле в составе сборной произошло на 63 минуте матча, когда он заменил Вальтера Гаргано. Сборная Уругвая одержала уверенную гостевую победу со счётом 3:1.
Впоследствии Аревало Риос вместе с «Пеньяролем» стал чемпионом Уругвая, и был включён в заявку сборной на чемпионат мира. В Южной Африке Эхидио стал твёрдым игроком основного состава «Селесте».
До начала Мундиаля в ЮАР сайт transfermarkt оценивал стоимость Качи в 900 тыс. евро. По возвращении в Уругвай было объявлено о переходе Эхидио в итальянский «Кальяри» за 3 млн евро. В этом клубе до него уже выступали такие выдающиеся уругвайцы, как Энцо Франческоли, Вальдемар Викторино, Даниэль Фонсека и Дарио Сильва. Однако в последний момент сделка сорвалась. Было объявлено об интересе к Аревало Риосу со стороны английского «Ньюкасл Юнайтед». В конце июля Кача продлил соглашение с «Пеньяролем», с условием, что клуб отпустит игрока в европейскую команду в это трансферное окно, в случае, если будут предложены достойные условия.

### Дальнейшая карьера
В декабре, после окончания Апертуры чемпионата Уругвая 2010/11, Аревало Риос вернулся в чемпионат Мексики, однако он не успел провести за «Монтеррей» ни единого матча, и подписал контракт с бразильским «Ботафого». В этом клубе он присоединился к своему партнёру по сборной Уругвая Себастьяну Абреу.
По окончании Кубка Америки 2011 Кача перешёл в клуб «Тихуана», который являлся дебютантом высшей лиги чемпионата Мексики.
3 марта 2012 года отметился первым забитым голом за «Тихуану» в гостевом матче против «Эстудиантес Текос». «Тихуана» выиграла со счётом 2:0. Это был первый гол Аревало Риоса с 3 мая 2010 года, когда Эхидио отличился в рамках чемпионата Уругвая в ворота «Атенаса».
23 июля 2012 года был согласован трёхлетний контракт уругвайца с клубом «Палермо» из итальянской Серии А. Сумма данного трансфера оценивалась в 3 млн евро.
9 августа 2013 года перешёл на правах аренды в клуб «Чикаго Файр» до конца сезона MLS 2013 с правом на последующий выкуп контракта американским клубом. 14 августа 2013 года было объявлено, что Аревало Риос перешёл в «Чикаго Файр» на постоянную основу. Однако уже в 2014 году Кача вернулся в Мексику, после чего часто продолжил часто менять команды. Из крупных успехов стоит отметить выход с «Тигрес» в финал Кубка Либертадорес в 2015 году, а также победу в Апертуре в том же году.
В 2017 году выступал за «Веракрус» и аргентинский «Расинг». Зимой 2018 года стал свободным агентом, летом того же года перешёл в «Либертад».
1 июля 2019 перешёл в мексиканский клуб «Коррекаминос» на правах свободного агента.

## Титулы и достижения
- Чемпион Уругвая (1): 2009/10
- Чемпион Мексики (2): Апертура 2012, Апертура 2015
- Чемпион Уругвая во Втором дивизионе (1): 2005
- Финалист Кубка Либертадорес (1): 2015
- Обладатель Кубка Америки (1): 2011
- 4-е место на чемпионате мира (1): 2010
- Участник символической сборной Южной Америки (3): 2010, 2011, 2015
- Занимает 10-е место в списке гвардейцев сборной Уругвая за всю историю